# 阮文渠
阮文渠（1912年7月9日—1941年8月28日）1912年生於法屬印度支那北寧省慈山縣扶溪村，1938年3月30日至1940年11月9日間擔任印度支那共產黨總書記一職，1941年8月28日遭法國殖民當局處決。

## 生平
1912年7月9日阮文渠在北寧省慈山縣浮溪村（今慈山市浮溪坊）出生，1927年加入越南青年革命同志會。1929年6月進入印度支那共產黨，1930年被任命在廣寧省鴻基、汪密（今下龍市）一帶運作革命活動，但旋即被法國殖民當局拘捕，並送至崑崙島的崑崙島監獄監禁。直到1936年他被釋放，仍在河內一帶秘密活動。1937年9月他參加印度支那共產黨在嘉定旭門（今胡志明市旭門縣）舉行的中央常務委員會，翌年3月30日他當選為總書記，時年26歲。
1940年6月他和其他印度支那共產黨成員一同在西貢被逮捕，11月爆發南圻起義，殖民當局以「領導南圻起義」罪名判處死刑。1941年8月28日阮文渠和阮氏明開、何輝集、武文秦等人一同在西貢旭門被處決。

## 外部連結
- （越南文）Bắc Giang: Nguyễn Văn Cừ （页面存档备份，存于）